# ルイス・カルロス・クアルテーロ
ルイス・カルロス・クアルテーロ・ラフォルガ（Luis Carlos Cuartero Laforga、1975年8月17日 - ）はスペイン・サラゴサ出身の元サッカー選手。ポジションはDF（右サイドバック、センターバック）。

## 経歴
アラゴン州・サラゴサに生まれ、レアル・サラゴサの下部組織で育った。17歳だった1993年6月20日、アトレティコ・マドリード戦(2-2)でトップチームデビューし、それ以来現役引退までサラゴサ一筋の経歴を送ったが、準レギュラーの域を出ることはなく、2003-04シーズンに24試合（1781分）出場したのが最高記録である。プリメーラ・ディビシオン（1部）では178試合に出場し、さらに2002-03シーズンはセグンダ・ディビシオン（2部）でプレーした。サラゴサのキャプテンも務めたが、2006年以降は膝の負傷に苦しみ、2009年までの3シーズンでわずか3試合の出場に終わった。再びセグンダ・ディビシオンで過ごした2008-09シーズンは1試合も出場することなく、シーズン終了後に現役引退した。

## タイトル
- レアル・サラゴサ

UEFAカップウィナーズカップ: 1994–95
コパ・デル・レイ: 2000–01, 2003–04
スーペルコパ・デ・エスパーニャ: 2004
- U-21スペイン代表

UEFA U-21欧州選手権: 1998